# 축융성
축융성(縮絨性)는 양모가 습기, 열, 압력의 작용으로 서로 얽히고 줄어드는 성질을 뜻한다.
펠트가 이 성질을 이용하여 양모에 다른 섬유를 섞거나 양모만을 넣어 만든 옷감이다.

## 같이 보기
- 양모
- 펠트
- 옷감